# 1906 год в истории метрополитена
В этой статье перечисляются основные  события из истории метрополитенов в 1906 году. Полужирным шрифтом выделены открытия новых транспортных систем.

## События

### Лондонский метрополитен
- Работа Лондонского метрополитена переведена с паровой тяги на электрическую.
- 10 марта 1906 года — открытие линии «Бейкер-стрит-энд-Ватерлоо» (англ. Baker Street & Waterloo Railway, BS&WR, англ. Bakerloo line —сокращённое название «Бейкерлоо» стало быстро распространяться, и в июле 1906 года оно было принято в качестве официального названия[1]) от станции «Бейкер-стрит» до станции «Северный Ламбет»[1], открыты новые станции[2] Бейкер-стрит (с 10 марта 1906 года служила конечной станцией северного радиуса «Бейкерлоо» до тех пор, пока 27 марта 1907 года линия не была продлена до станции «Марлибон[англ.]»), Риджентс-парк, Оксфордская площадь, Площадь Пикадилли[англ.], Чаринг-Кросс, Эмбанкмент, Ватерлоо, Северный Ламбет.
- 5 августа, спустя пять месяцев после открытия, линия «Бейкерлоо» была продлена на юг до станции Элефант-энд-Кастл[англ.], ставшей конечной станцией.

### Россия
- Акционерное общество «Русских электротехнических заводов Сименс и Гальске» представила проект подземной электрической дороги под Невским проспектом[3].
- Инженер путей сообщения А. А. Лешерн фон Герцфельд ходатайствовал о проведении через центр Петербурга надземной электрической железной дороги[4].